# Флавий Помпей
Флавий Помпей (на латински: Flavius Pompeius; † 19 януари 532 г., Константинопол) е сенатор на Източната Римска империя и племенник на византийския император Анастасий I.

## Биография
Син е на Флавий Секундин (консул 511 г.) и Цезария, която е сестра на Анастасий I (упр. 491 – 518). Брат е на Флавий Хипаций (консул 502 г.) и братовчед на Проб (консул 502 г.).
Жени се за Анастасия и е баща на Йоан (John), който между 546 – 548 г. се жени за Прайекта, която е сестра на император Юстин II (упр. 565 – 578).
Помпей е консул през 501 г. заедно с Флавий Авиен Млади. През 517/518 г. става magister militum per Thracias (на Тракия) и е командир на поход против навлезлите на Балканите анти и има победа при Адрианополис.
Когато бездетният му чичо Анастасий умира през 518 г. двамата братя не са в Константинопол и не играят роля в определянето на последника му. Помпей остава лоялен към новите императори и в началото на управлението на Юстиниан I е издигнат на magister militum praesentalis.
По време на Ника-размириците брат му Хипаций е провъзгласен на 18 януари 532 г. от бунтовниците в Константинопол за геген – император в Хиподрума. Императорските войски нападат Цирка и правят голямо клане. Арестуват Помпей и Хипаций и на 19 януари ги убиват, a труповете им хвърлят в морето.